# Homalomena vagans
Homalomena vagans är en kallaväxtart som beskrevs av Peter Charles Boyce. Homalomena vagans ingår i släktet Homalomena och familjen kallaväxter. Inga underarter finns listade.